# Eulogio del Pino
Eulogio Antonio del Pino Díaz es ingeniero geofísico y un político venezolano. Desde el 2005 integró parte de la junta directiva de Petróleos de Venezuela (PDVSA), y en 2017 fue nombrado como su presidente. Fue detenido el mismo año.

## Educación
Graduado en la Universidad Central de Venezuela (UCV) en 1979 y cuenta con una maestría en Exploración en la Universidad de Stanford (Estados Unidos), completada en 1985.

## Carrera
Desde el 2005 integró parte de la junta directiva de Pdvsa, y desde 2008 se desempeñó como vicepresidente de Exploración y Producción, director interno de Pdvsa, el 3 de septiembre de 2014 es nombrado como presidente de Petróleos de Venezuela y el 18 de agosto de 2015 es nombrado como ministro de Petróleo, hasta el 4 de enero de 2017. El 29 de enero de 2017 es nombrado presidente de PDVSA.
El 24 de agosto de 2017 regresa como ministro de Petróleo. Se mantuvo como ministro hasta el 26 de noviembre de 2017.

## Detención
El 4 de septiembre de 2017 fue detenido en la sede de PDVSA-Occidente junto a otros siete altos funcionarios de la estatal por el gobierno venezolano por una investigación por sobreprecio y sabotaje en la compra de equipo y material para la producción de Petrozamora, posteriormente por su presunta vinculación con un contrato de refinanciamiento de la deuda de la empresa refinadora de petróleo Citgo.
En febrero de 2021 confirmaron que Eulogio del Pino, será juzgado por la presunta comisión de los delitos de peculado doloso y obstrucción a la libertad de comercio, daños por omisión a la industria petrolera con siniestro, agavillamiento e incumplimiento al Régimen Especial de las Zonas de Seguridad de la Nación, en la industria petrolera, contra la empresa Petrozamora. Según el Ministerio Público (MP), implicó la pérdida de 15 millones de barriles de crudo y daños patrimoniales que superaron los 500 millones de dólares.